# Landesregierung Pirchegger
Die Landesregierung Pirchegger wurde nach der ersten freien Landtagswahl in der Steiermark nach dem Zweiten Weltkrieg am 28. Dezember 1945 vom Steiermärkischen Landtag gewählt. Sie bestand bis zum Rücktritt des Landeshauptmanns Anton Pirchegger (ÖVP) am 6. Juli 1948. Gemäß dem Proporzsystem wurden neben den fünf ÖVP-Mandaten fünf SPÖ-Mandate vergeben. Die KPÖ verlor ihre Regierungsbeteiligung.
Ein großer Anteil der Landesräte wurden neu besetzt. Lediglich Reinhard Machold, Fritz Matzner und Norbert Horvatek (alle SPÖ) und Landeshauptmann Anton Pirchegger (ÖVP) waren in der vorherigen provisorischen Landesregierung als Landesräte vertreten.
Es gab während der Gesetzgebungsperiode einige Personaländerungen. Engelbert Rückl (SPÖ) kam am 25. März 1946 als Landesrat dazu, darauf folgte vier Tage später Landesrat Ludwig Oberzaucher (SPÖ).

## Regierungsmitglieder
| Amt                            | Name                 | Partei | Ressorts |
| ------------------------------ | -------------------- | ------ | -------- |
| Landeshauptmann                | Anton Pirchegger     | ÖVP    |          |
| Landeshauptmann-Stellvertreter | Reinhard Machold     | SPÖ    |          |
| Landeshauptmann-Stellvertreter | Tobias Udier         | ÖVP    |          |
| Landesrat                      | Josef Hollersbacher  | ÖVP    |          |
| Landesrat                      | Fritz Matzner        | SPÖ    |          |
| Landesrat                      | Norbert Horvatek     | SPÖ    |          |
| Landesrat                      | Ludwig Oberzaucher   | SPÖ    |          |
| Landesrat                      | Udo Illig            | ÖVP    |          |
| Landesrat                      | Josef Krainer senior | ÖVP    |          |
| Landesrat                      | Engelbert Rückl      | SPÖ    |          |